# Artur Kielak
Artur Kielak (ur. 26 lipca 1978 w Mińsku Mazowieckim) – polski pilot samolotowy, szybowcowy, śmigłowcowy i komunikacyjny, a także skoczek spadochronowy. 

## Życiorys
Na co dzień kapitan Boeingów 787 w Norse Atlantic Airways, wcześniej latał również dla Ryanair oraz Centralwings, pilot wyczynowych samolotów akrobacyjnych takich jak: Sbach 300, Extra 300, oraz Zlín Z-50. Członek Aeroklubu Śląskiego. Założyciel i członek Extreme Unlimited Aerobatic Team. W przeszłości pracował także jako instruktor samolotowy, oraz pilot korporacyjny. Zajmował się przebazowaniami samolotów jednosilnikowych nad dużymi zbiornikami wodnymi, m.in. nad Oceanem Atlantyckim.

Życie osobiste:

Artur Kielak jest mieszkańcem Katowic, jest kawalerem. Jego największą pasją jest akrobacja lotnicza, ponadto interesuje się żeglarstwem, oraz historią II wojny światowej.

## Osiągnięcia
- Wielokrotny reprezentant Polski na Mistrzostwach Świata i Europy w akrobacji samolotowej
- Zdobywca szóstego miejsca na Mistrzostwach Europy (najlepszy wynik Polski od kilkunastu lat)
- Były mistrz Polski w akrobacji samolotowej advanced[1].
- Członek Akrobacyjnej Kadry Narodowej Rzeczypospolitej Polskiej
- Zdobywca tytułu „Człowiek Roku” lotnictwa ogólnego w plebiscycie „Lotnicze Orły”[2].
- Srebrny i brązowy medal w konkurencjach akrobacji samolotowej w 2015 roku na Światowych Igrzyskach Lotniczych w Dubaju[3].

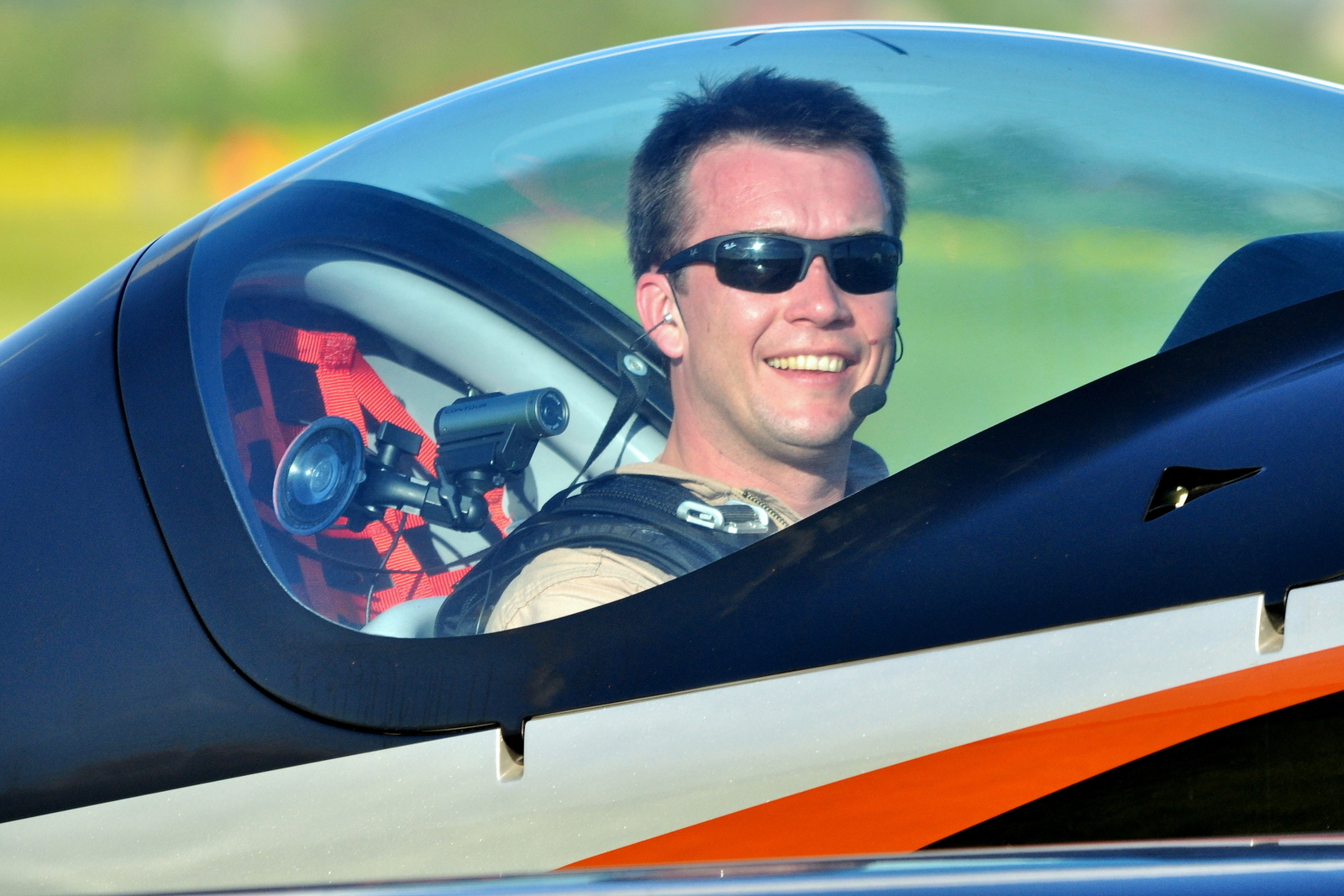
Za sterami XA-41 (Sbach Xtremeair 41)
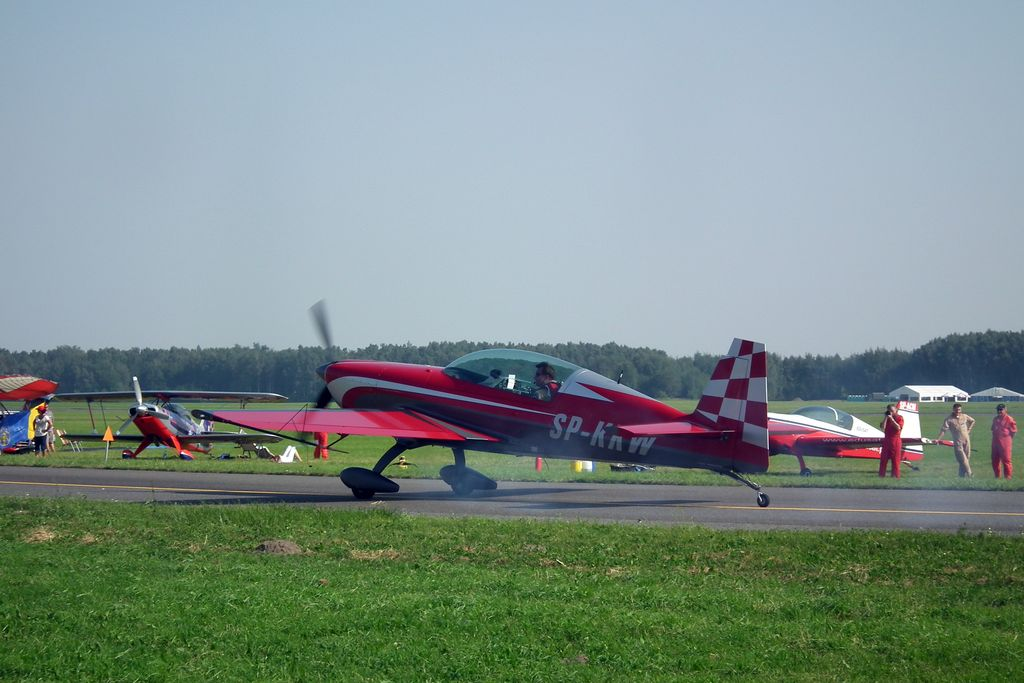
Air Show Radom 2011
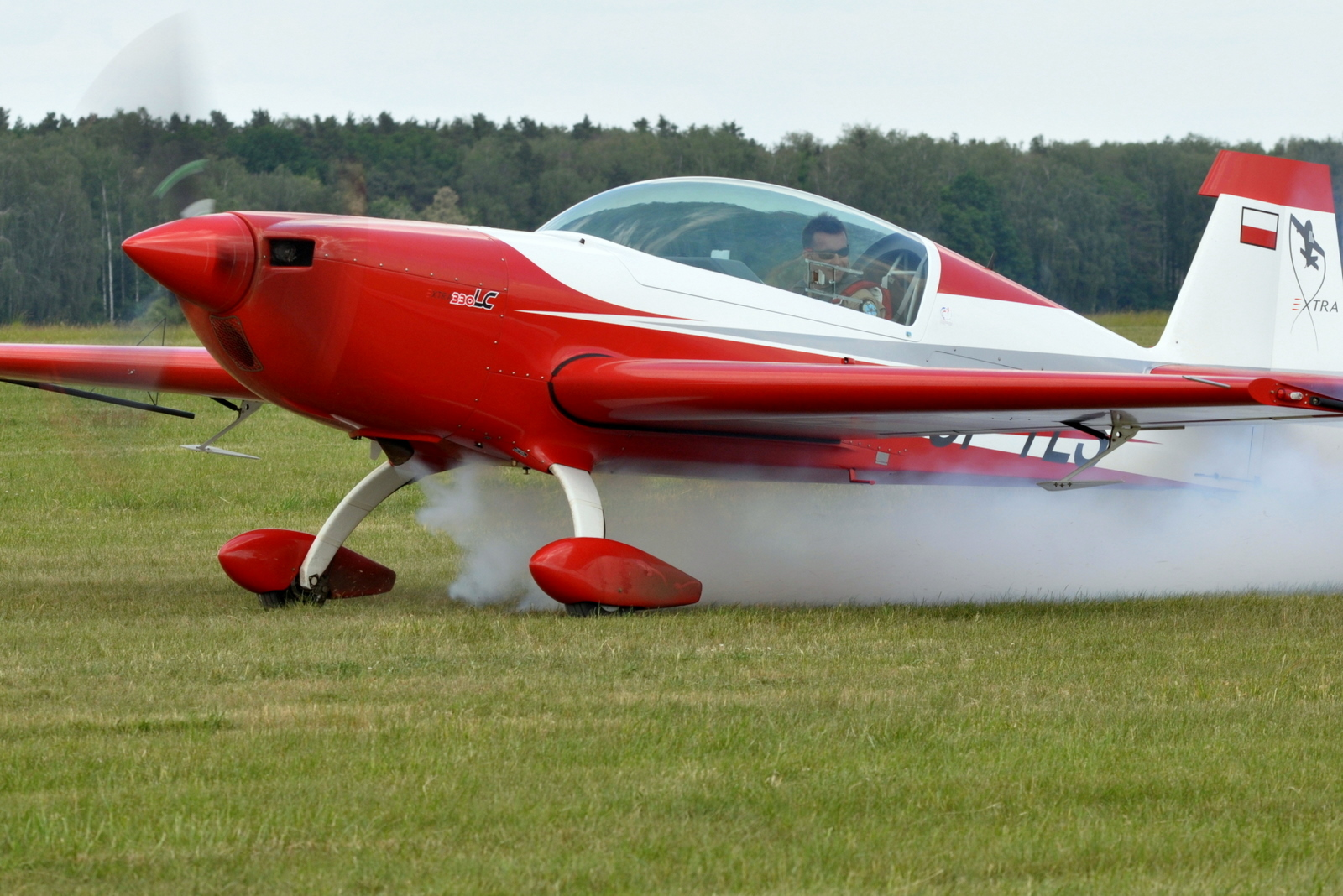
Za sterami Extra 330LC (SP - TLS)
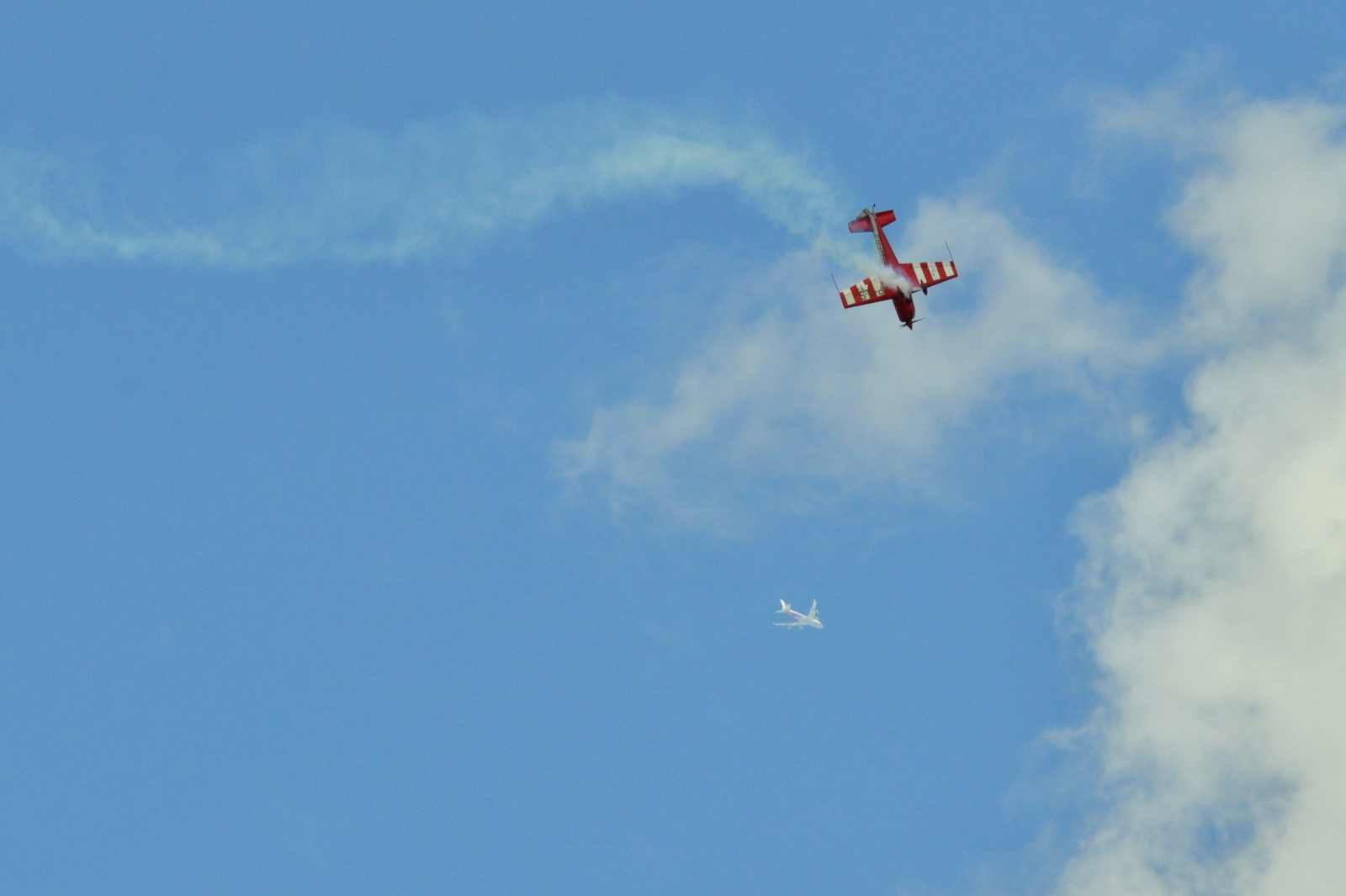
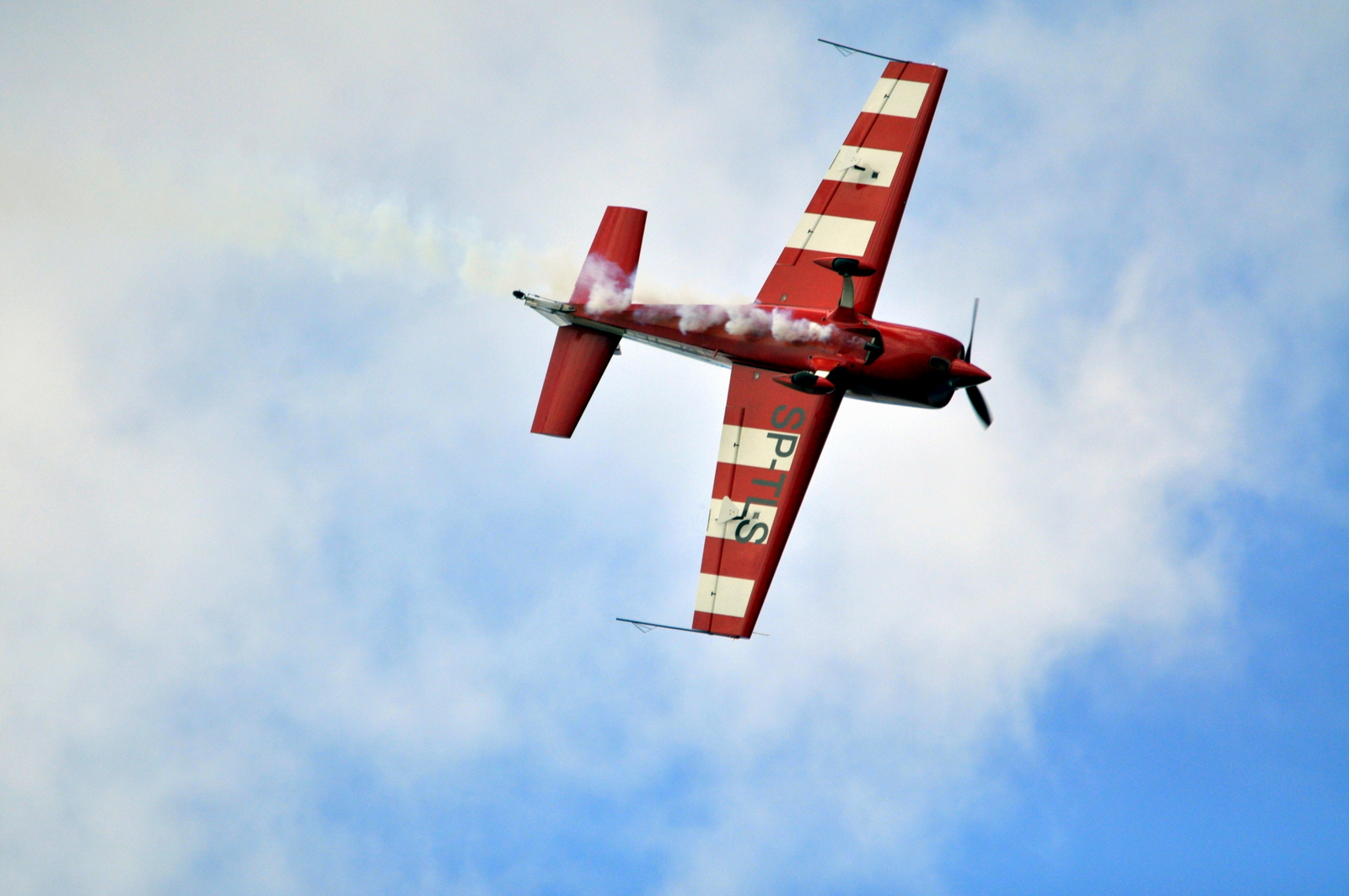
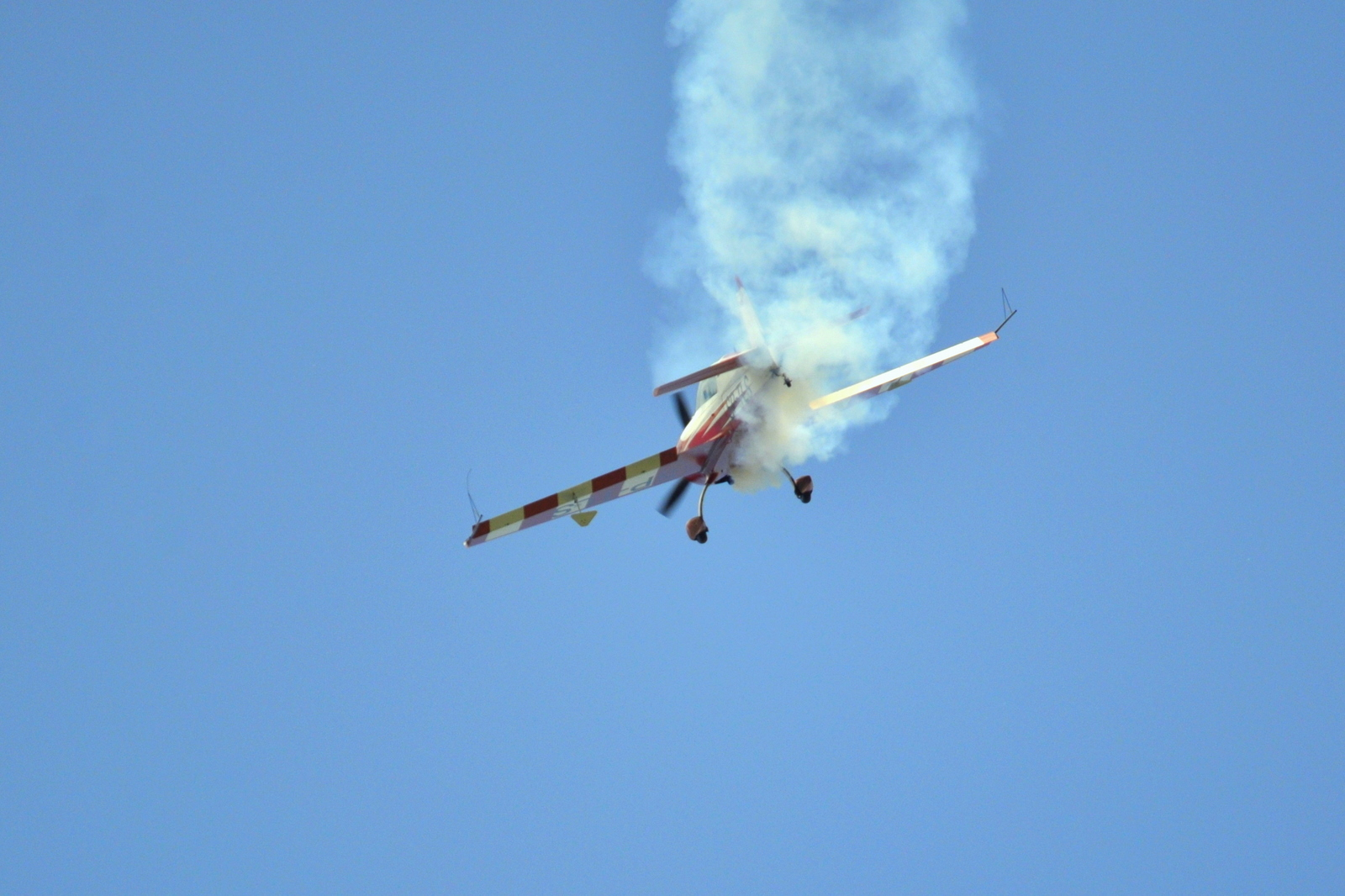
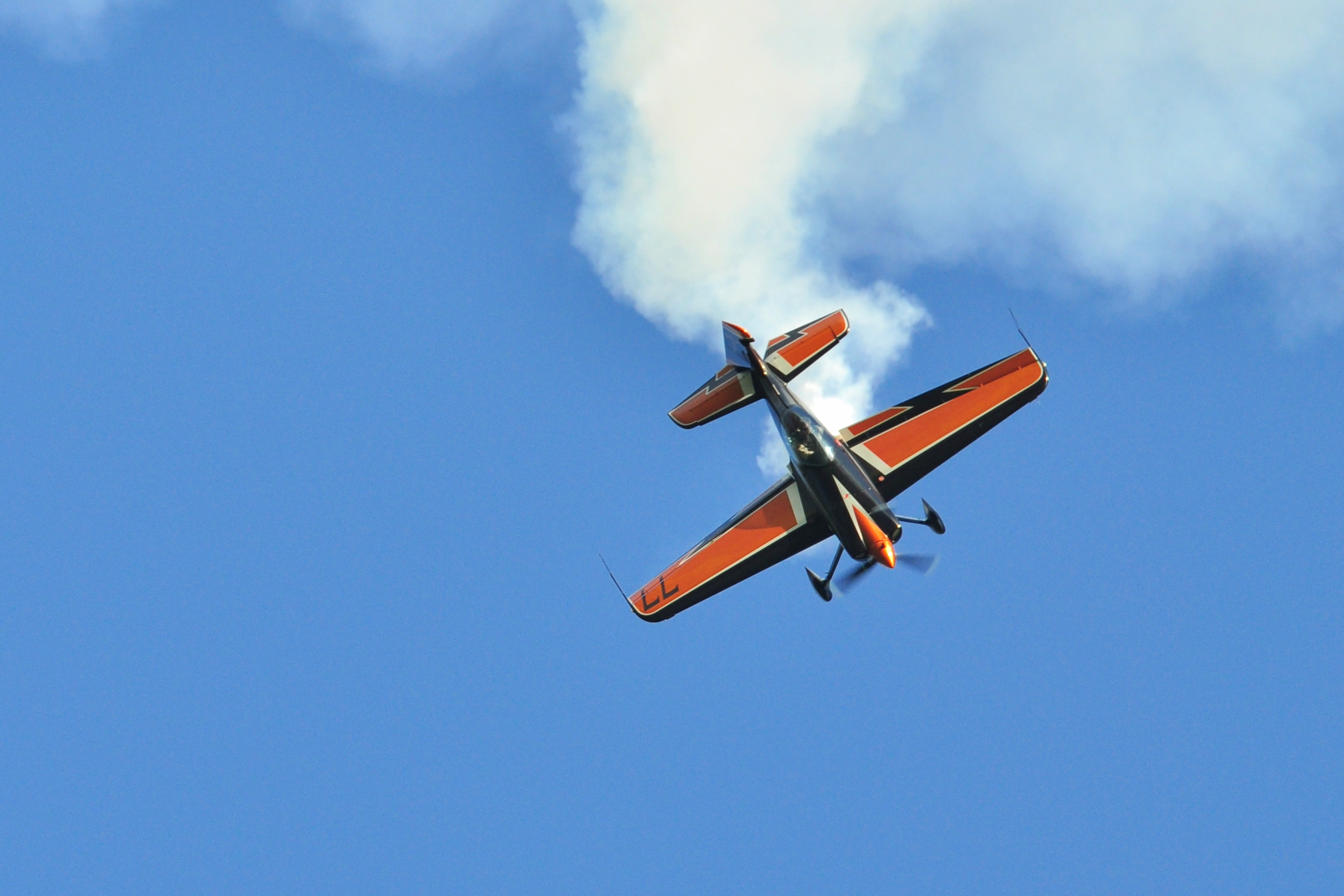
Za sterami XA-41 (SP - EED)
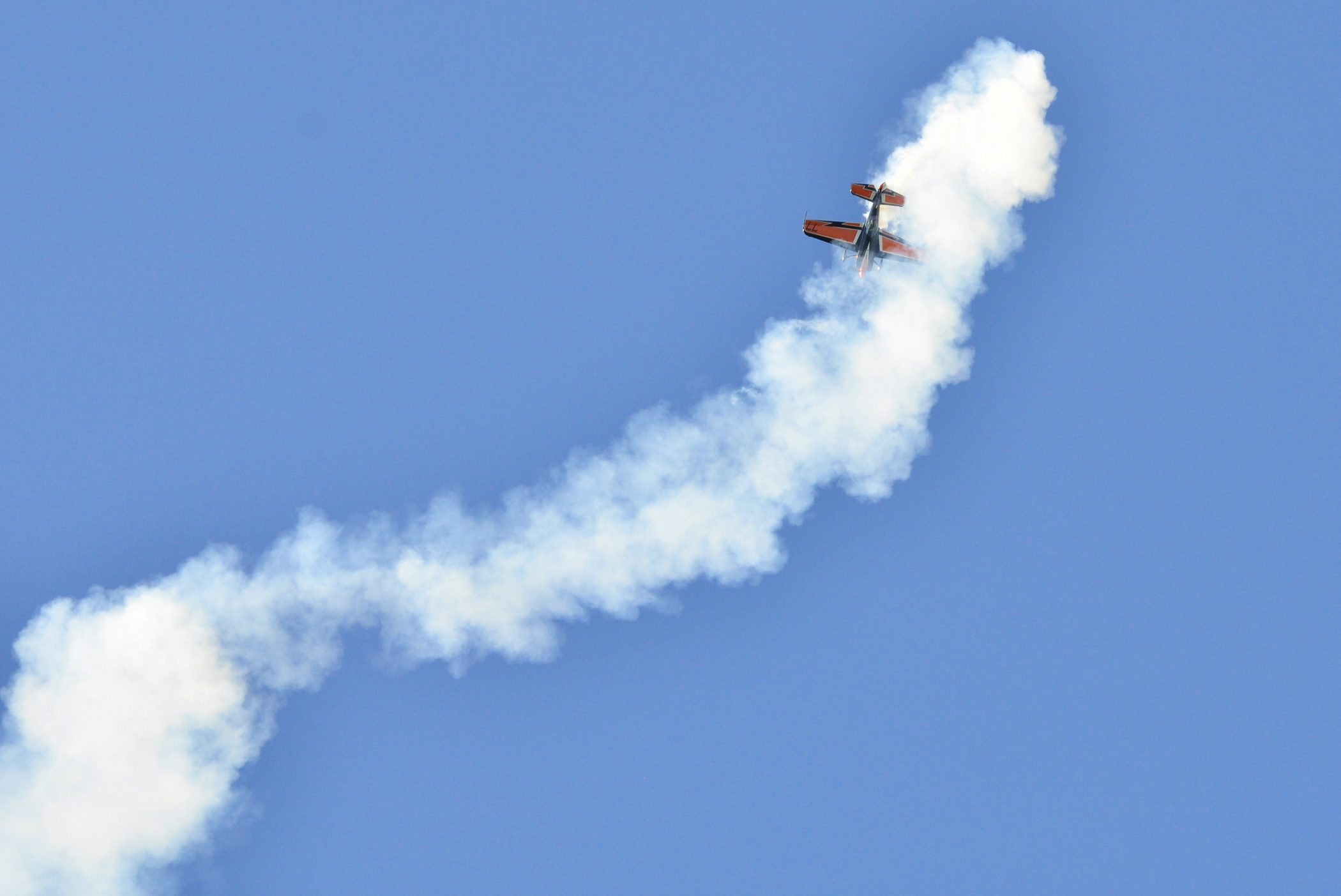
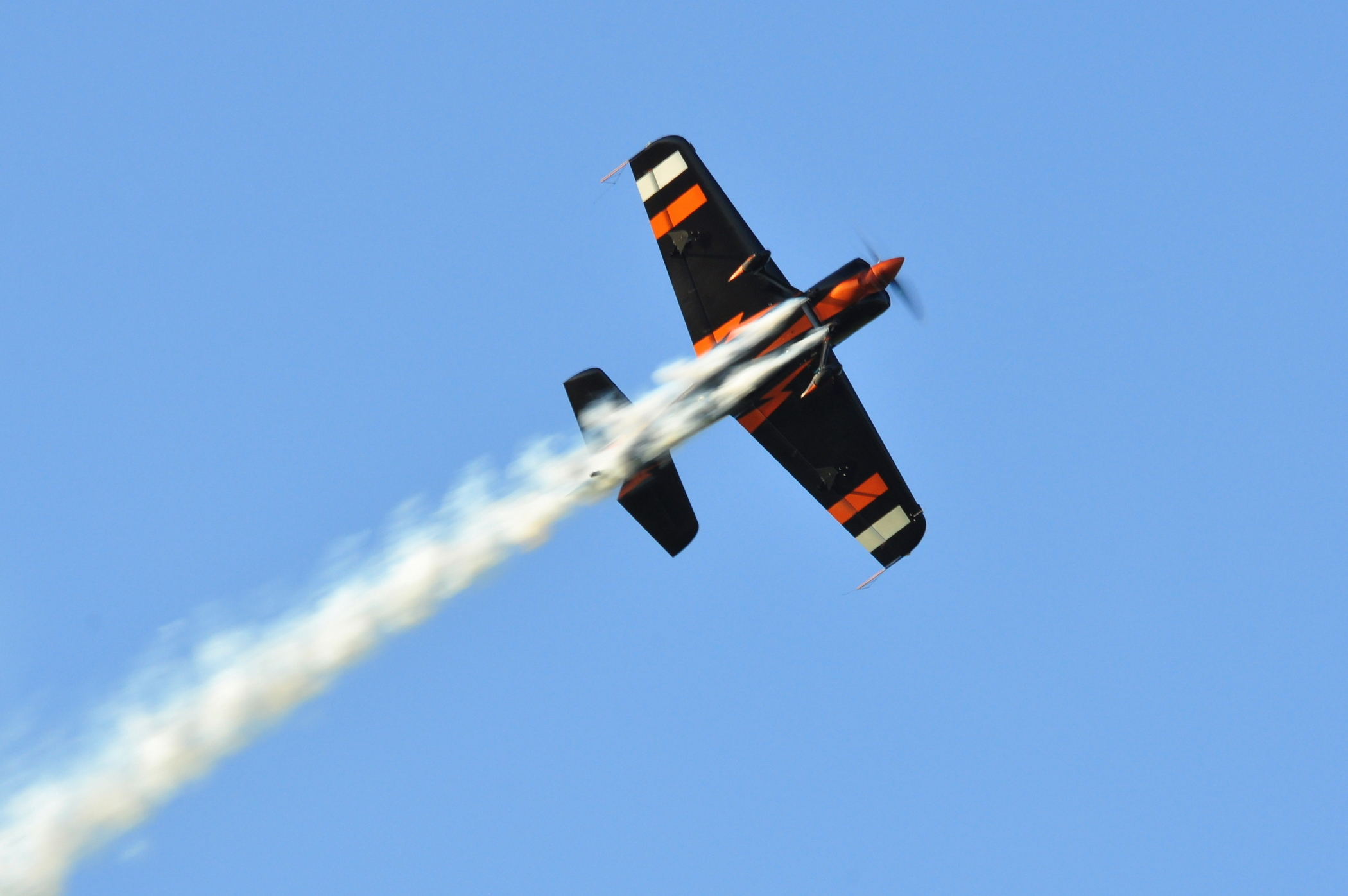
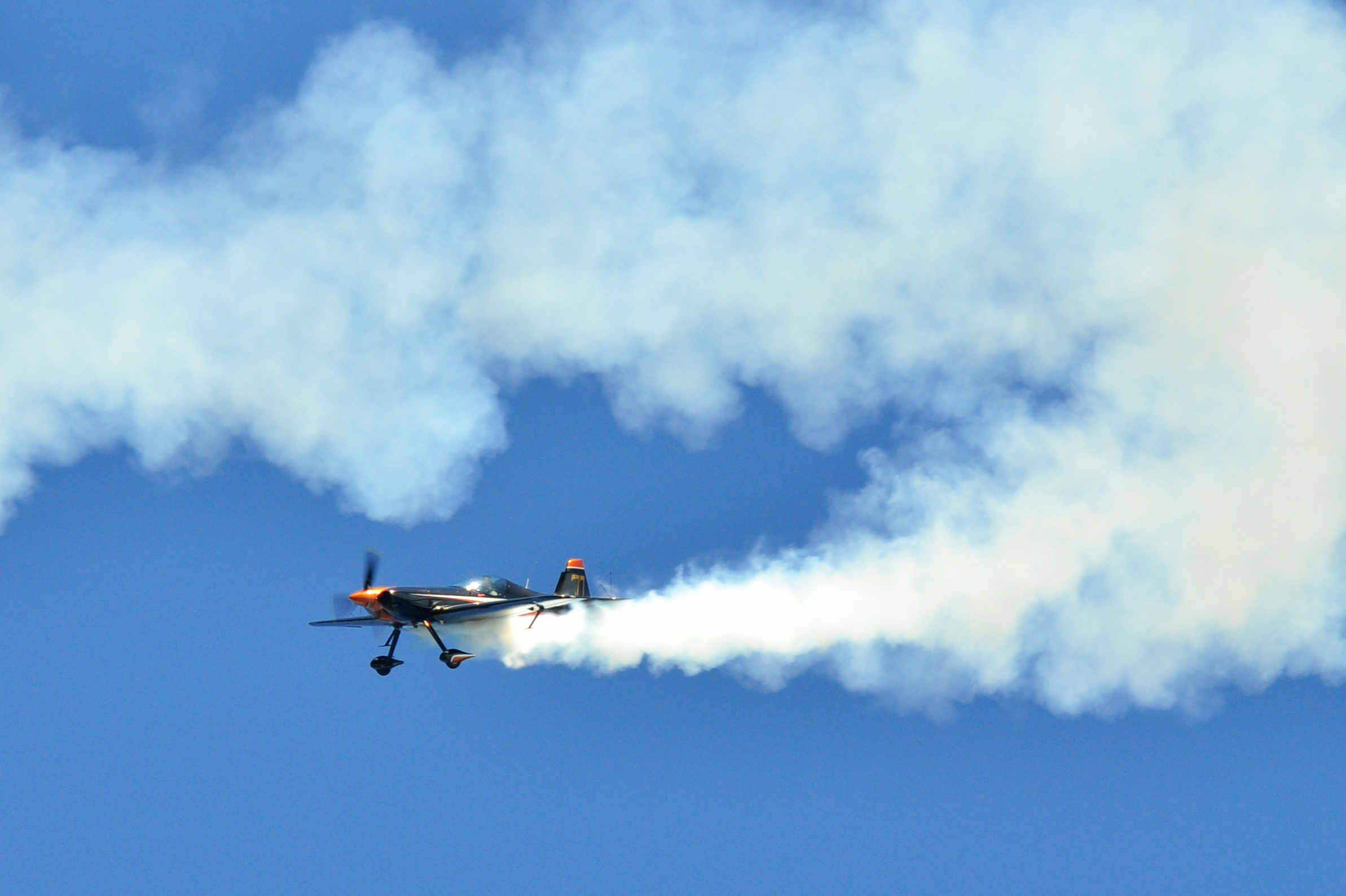